# La Montagne magique (film, 1982)
Pour les articles homonymes, voir La Montagne magique (homonymie).
Pour plus de détails, voir Fiche technique et Distribution.
La Montagne magique (Der Zauberberg) est un film dramatique austro-germano-franco-italien réalisé par Hans W. Geissendörfer et sorti en 1982.
Le film est une adaptation du roman de Thomas Mann La Montagne magique, écrit dans les années 1910 et publié en 1924, considéré comme l'une des œuvres les plus influentes de la littérature allemande du XXe siècle.

## Synopsis
En 1907, Hans Castorp, jeune allemand de la haute bourgeoise de Hambourg, rend visite à son cousin poitrinaire Joachim Ziemssen hospitalisé dans un sanatorium chic de Davos, en Suisse. Fasciné par la morbidité du lieu et sa galerie de malades pittoresques, Hans y prend pension et y restera jusqu'au début de la Première Guerre mondiale. 

## Fiche technique
- Titre original : Der Zauberberg
- Titre français : La Montagne magique
- Réalisation : Hans W. Geissendörfer
- Scénario : Hans W. Geissendörfer d’après le roman de Thomas Mann, La Montagne magique (1924)
- Décors : Heidi Lüdi, Toni Lüdi
- Assistants décors : Bernhard Henrich (ensemblier), Rüdiger Strauch
- Costumes : Claudia Bobsin, Ellen Eckelmann et Katharina von Martius (assistantes)
- Photographie : Michael Ballhaus
- Son : Ed Parente, Chris Price
- Montage : Helga Borsche, Peter Przygodda
- Musique : Jürgen Knieper, orchestre du Deutsche Oper Berlin dirigé par Caspar Richter
- Producteur : Franz Seitz, Renzo Rossellini
- Sociétés de production : Franz Seitz Filmproduktion (Allemagne), Iduna-Film GmbH & Co. (Allemagne), Zweites Deutsches Fernsehen (Allemagne), Österreichischer Rundfunk (ORF, Autriche), FR3 (France), Gaumont (France), Opera Film Produzione SrL (Italie)
- Sociétés de distribution : Beta Film (Allemagne), United Artists (Allemagne), Gaumont (France)
- Pays de production :  Allemagne de l'Ouest,  Autriche,  France,  Italie
- Langues originales : allemand, anglais, français, italien, russe
- Format : 35 mm — couleur par Eastmancolor — 1.66:1 — son monophonique
- Genre : drame
- Durée : 155 minutes
- Dates de sortie : 
  - Allemagne de l'Ouest 25 février 1982
  - France 10 août 1983
- (fr) Classifications CNC : tous publics, Art et Essai (visa d'exploitation no 54096 délivré le 30 mai 1983)

## Distribution
- Christoph Eichhorn (de) : Hans Castorp
- Marie-France Pisier : Claudia Chauchat
- Flavio Bucci : Ludovico Settembrini
- Alexander Radszun (de) : Joachim Ziemssen
- Hans-Christian Blech : Hofrat Behrens
- Charles Aznavour : Naphta
- Rod Steiger : Mynheer Peperkorn
- Helmut Griem : James Tienappel
- Sven-Eric Bechtolf: Albin
- Ann Zacharias : Mlle Elly
- Kurt Raab : Dr. Krokowski

## Production

### Tournage
- Période de prises de vue : 12 janvier à août 1981.
- Extérieurs :
  - Allemagne : Hambourg, Sylt,
  - Italie,
  - Suisse : Montreux, Interlaken, Leysin, Kiental, Wiesen,
  - Yougoslavie.

### Exploitation
Existence d'une version longue télévisée (environ 320 min). Elle a notamment été diffusée en 3 épisodes par la chaîne allemande ZDF en 1984 et en 6 épisodes par la chaîne française FR3 au printemps 1988.

### BO
- O Haupt voll Blut und Wunden, musique de Paul Gerhardt
- Un bel dì, vedremo, air extrait de Madame Butterfly de Giacomo Puccini, interprété par Flavio Bucci
- Marche nuptiale de Felix Mendelssohn
- Ein Mädchen voller Güte et Wenn ich ein Vöglein wär, traditionnels allemands
- Es ist ein Ros entsprungen de Michael Praetorius, interprété par la chorale Schöneberger Sängerknaben
- Marche de Radetzky de Johann Strauss I
- O Jesulein süss, o Jesulein mild de Johann Sebastian Bach
- Ombra mai fù de Georg Friedrich Händel
- Frühlingsstimmen de Johann Strauss II
- Auf den Bergen wohnt die Freiheit, chant traditionnel bavarois interprété par Christoph Eichhorn
- Les Anges dans nos campagnes, cantique traditionnel français
- Sonate pour piano nº 8 de Ludwig van Beethoven (2e mouvement, Adagio cantabile)
- Morgenblätter de Johann Strauss II
- Der Lindenbaum, extrait du Voyage d'hiver de Franz Schubert

## Distinctions

### Récompenses
- Prix du film allemand 1982 : 
  - Meilleurs décors à Heidi Lüdi et Toni Lüdi,
  - Meilleur long métrage.
- Prix du cinéma bavarois 1983 : meilleure production à Franz Seitz.